# 미켈라 드프린스

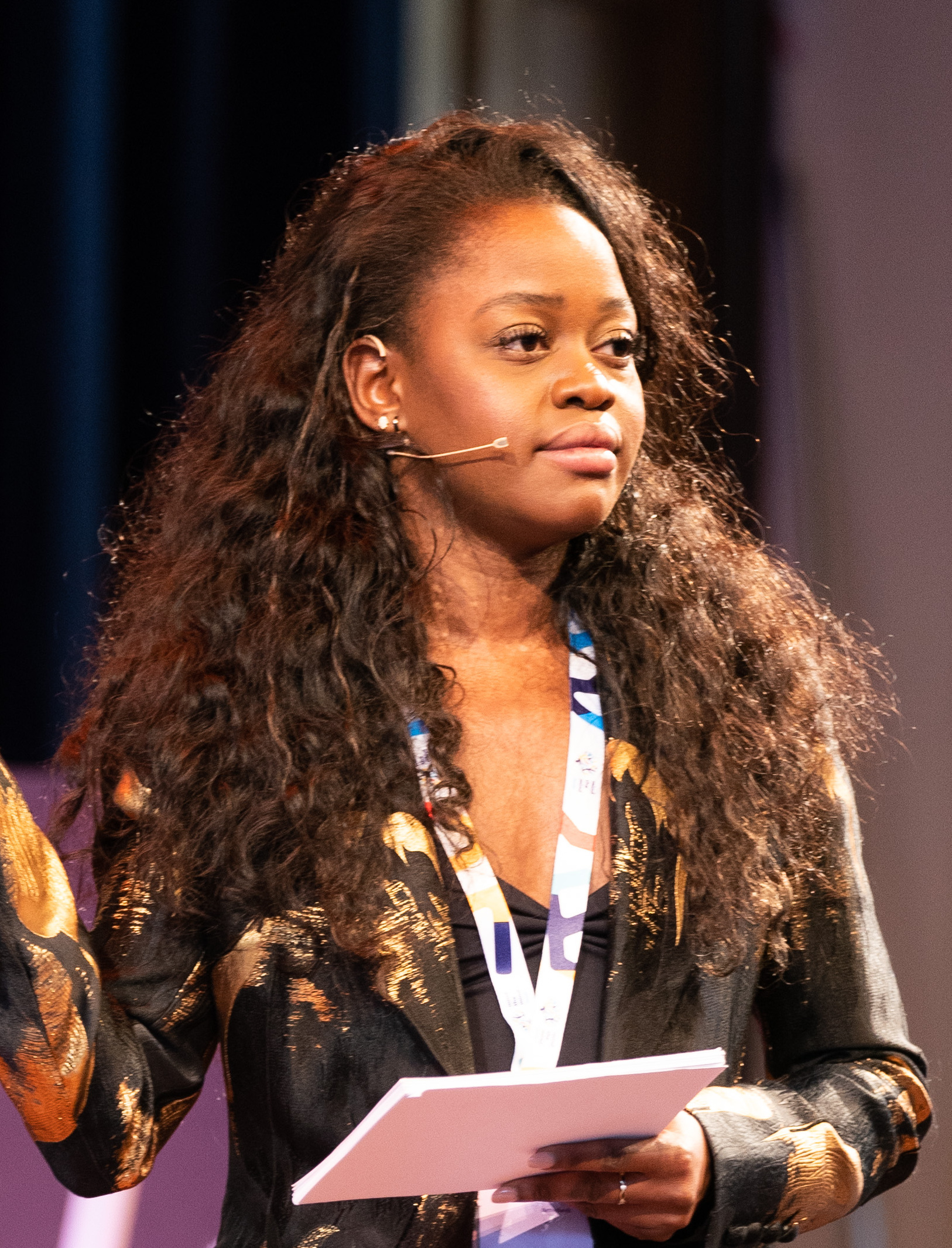
2019년 모습

미켈라 드프린스(Michaela DePrince, 본명: Michaela Mabinty DePrince, Mabinty Bangura, 1995년 1월 6일 ~ 2024년 9월 10일)는 미국의 보스턴 발레단, 네덜란드 국립 발레단 및 할렘 댄스 극장과 함께 춤을 춘 시에라리온계 미국인 발레 댄서였다.
드프린스는 2011년 다큐멘터리 퍼스트 포지션에 출연한 후 명성을 얻었으며, 그녀와 다른 젊은 발레 무용수들이 유스 아메리카 그랑프리(Youth America Grand Prix)에서 경쟁을 준비하면서 아메리칸 발레 시어터의 재클린 케네디 오나시스 학교(Jacqueline Kennedy Onassis School)에서 장학금을 받았다. 2012년 드프린스는 회사 역사상 최연소 댄서로 할렘 댄스 극장에서 춤을 췄다. 2013년부터 2020년까지 네덜란드 국립발레단에서 활동했다.
양어머니 일레인 드프린스와 함께 그녀는 "Take Flight: From War Orphan to Star Ballerina"(2014)라는 책을 집필했다. 2016년부터 2024년까지 암스테르담에 본사를 둔 조직인 전쟁 고아 재단의 친선대사로 활동했다.